# Provinz Sidi Slimane

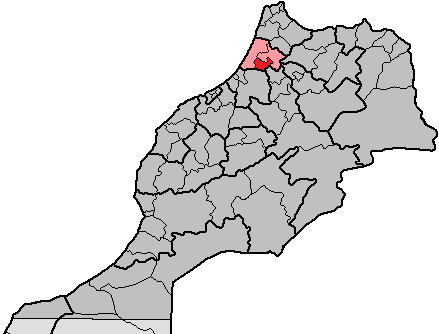
Provinz Sidi Slimane in der Region Gharb-Chrarda-Béni Hsen

Sidi Slimane (arabisch سيدي سليمان) ist eine im Jahr 2009 neugeschaffene Provinz in Marokko. Sie gehört seit der Verwaltungsreform von 2015 zur Region Rabat-Salé-Kénitra und liegt im Südosten fruchtbaren Hügellandschaft des Rharb (oder Gharb). Die Provinz hat 272.577 Einwohner (2004).

## Größte Orte
Die mit (M) gekennzeichneten Orte sind als Städte (Municipalités) eingestuft; bei den übrigen Orten handelt es sich um Landgemeinden (communes rurales) mit zahlreichen Dörfern.
| Gemeinde                | Einwohner (2. Sept. 1994) | Einwohner (2. Sept. 2004) |
| ----------------------- | ------------------------- | ------------------------- |
| Sidi Slimane (M)        | 69.645                    | 78.060                    |
| Sidi Yahya El Gharb (M) | 29.965                    | 31.705                    |
| Azghar                  | 10.340                    | 9972                      |
| Boumaiz                 | 19.260                    | 20.419                    |
| Dar Bel Amri            | 27.429                    | 31.453                    |
| Kceibya                 | 19.914                    | 23.218                    |
| M’Saada                 | 17.566                    | 18.879                    |
| Oulad Ben Hammadi       | 11.700                    | 12.100                    |
| Oulad H’Cine            | 25.982                    | 27.972                    |
| Sfafaa                  | 16.075                    | 18.799                    |

## Geschichte
Vor der Verwaltungsreform  von 2015 gehörte die Provinz Sidi Slimane zur Region Gharb-Chrarda-Béni Hsen.